# Диоцез Нидароса

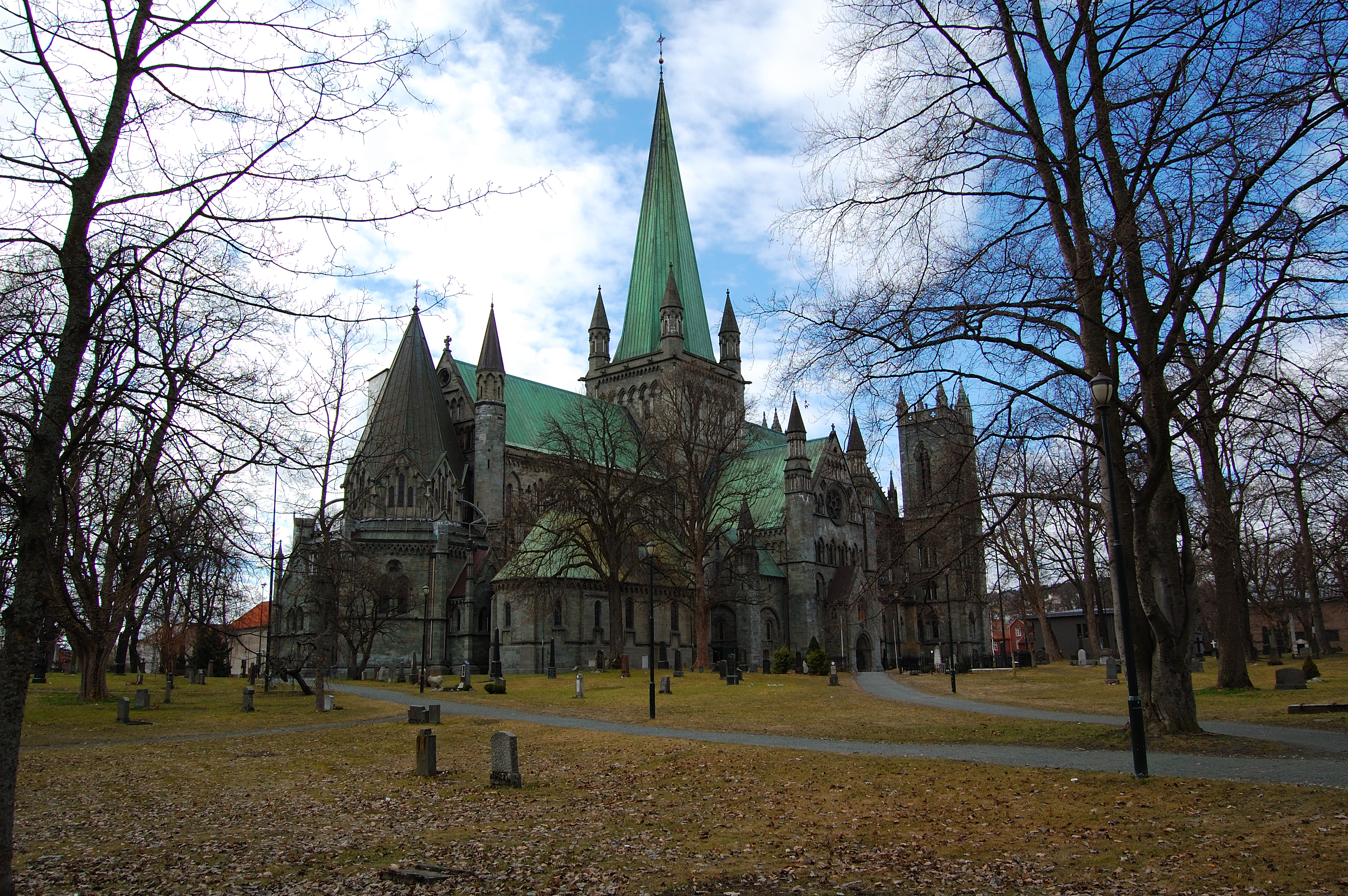
Нидаросский собор

Расположение диоцеза Нидароса

Диоцез Нидароса (норв. Nidaros bispedømme) — один из одиннадцати диоцезов Церкви Норвегии. Включает фюльке Трёнделаг в Центральной Норвегии и его крупнейший город Тронхейм. Разделён на 10 пробств и насчитывает 134 прихода. Епископом с 2017 года является Херборг Финнсет, которая сменила ушедшего в отставку Тора Сингсоса.
Кафедральным собором диоцеза является Нидаросский собор в Тронхейме.

## История
Диоцез Нидароса был основан в 1068 году. Первоначально он охватывал (современные) фюльке Трёнделаг, Нурланн, Тромс и Финнмарк, а также регионы Нурмёре и Ромсдал (в фюльке Мёре-ог-Ромсдал) и Херьедален (в Швеции), а также северная часть Эстердалена (Тюнсет, Толга и Ус). Где-то после 1152 года регион Суннмёре (в Мёре-ог-Ромсдале) был перенесён из диоцеза Бьёргвина в новый архидиоцез Нидароса, чтобы обеспечить ему больший доход.
Северная часть Эстердалена была перенесена в диоцез Осло спустя некоторое время после 1537 года. Провинция Емтланд перешла из диоцеза Уппсалы в Нидарос в 1570 году. Область Суннмёре была перенесена (обратно) из Нидароса в диоцез Бьёргвина в 1622 году. В 1645 году Швеция утратила провинции Емтланд и Херьедален. Северная Норвегия сформировала отдельный диоцез в 1804 году (формально в 1844 году). В 1966 году приход Иннсета был переведён из диоцеза Хамара в Нидарос. В 1983 году регионы Нурмёре и Ромсдал (вместе с Суннмёре из диоцеза Бьёргвина) были выведены из состава диоцеза, чтобы образовать новый диоцез Мёре.

## Епископы
Епископы Нидаросские после протестантской Реформации, когда Норвегия перешла от католичества к лютеранству:
- 1546 — 1548 Торбьёрн Братт
- 1549 — 1578 Ханс Гос
- 1578 — 1595 Ганс Могенссён
- 1596 — 1617 Исаак Грёнбех
- 1618 — 1622 Андерс Арребо
- 1622 — 1642 Педер Шельдеруп
- 1643 — 1672 Эрик Бредал
- 1672 — 1672 Арнольд де Фин
- 1673 — 1678 Эрик Эриксен Понтоппидан (сын Эрика Понтоппидана)
- 1678 — 1688 Кристофер Хансен Шлеттер
- 1689 — 1731 Педер Крог
- 1731 — 1743 Эйлер Хансен Хагеруп
- 1743 — 1748 Людвиг Харбо
- 1748 — 1758 Фредерик Наннестад
- 1758 — 1773 Йохан Эрнст Гуннерус
- 1773 — 1789 Маркус Фредрик Банг
- 1788 — 1803 Йохан Кристиан Шёнхейдер
- 1804 — 1842 Педер Оливариус Бугге
- 1843 — 1849 Ханс Риддерволл
- 1849 — 1860 Ханс Йорген Дарре
- 1861 — 1883 Андреас Гримелунд
- 1884 — 1892 Нильс Локе
- 1892 — 1905 Йоханнес Нильссён Скор
- 1905 — 1909 Вильгельм Андреас Вексельсен
- 1909 — 1923 Петер В. К. Бекман-старший
- 1923 — 1928 Йенс Гран Гледич
- 1928 — 1942 Йохан Николай Стёрен
- 1945 — 1960 Арне Фьелльбу
- 1960 — 1979 Торд Годал
- 1979 — 1991 Кристен Кирре Бремер
- 1991 — 2008 Финн Вигл
- 2008 — 2017 Тор Сингсос
- 2017 — н. в. Херборг Финнсет